# Mickybo i ja
Mickybo i ja (ang. Mickybo and Me) – brytyjsko-francusko-irlandzki komediodramat z 2004 roku w reżyserii Terry’ego Loane’a. Wyprodukowany przez Universal Studios.

## Fabuła
Akcja filmu rozgrywa się w Belfaście w roku 1970. 10-letni Mickybo (John Joe McNeill) dorasta w licznej, katolickiej rodzinie i bardzo się stara wyróżnić spośród rodzeństwa. Natomiast Jonjo (Niall Wright) jest jedynakiem, którego rodzice właśnie się rozwodzą. Chłopców łączy fascynacja legendarnymi kowbojami.

## Obsada
- John Joe McNeill jako Mickybo
- Niall Wright jako Jonjo
- Julie Walters jako mama Mickybo
- Ciarán Hinds jako tata Jonjo
- Adrian Dunbar jako tata Mickybo
- Gina McKee jako mama Jonjo
- Brendan Caskey jako Gank
- Charlie Clarke jako Fartface